# چیکارا تانابه
چیکارا تانابه (به ژاپنی: 田南部 力؛ زادهٔ ۲۰ آوریل ۱۹۷۵) کشتی‌گیر پیشین اهل ژاپن در دستهٔ ۵۵ کیلوگرم کشتی آزاد است. او برندهٔ مدال برنز المپیک ۲۰۰۴ آتن و مدال نقرهٔ بازی‌های آسیایی ۲۰۰۲ بوسان است.